# Wacław Lilpop

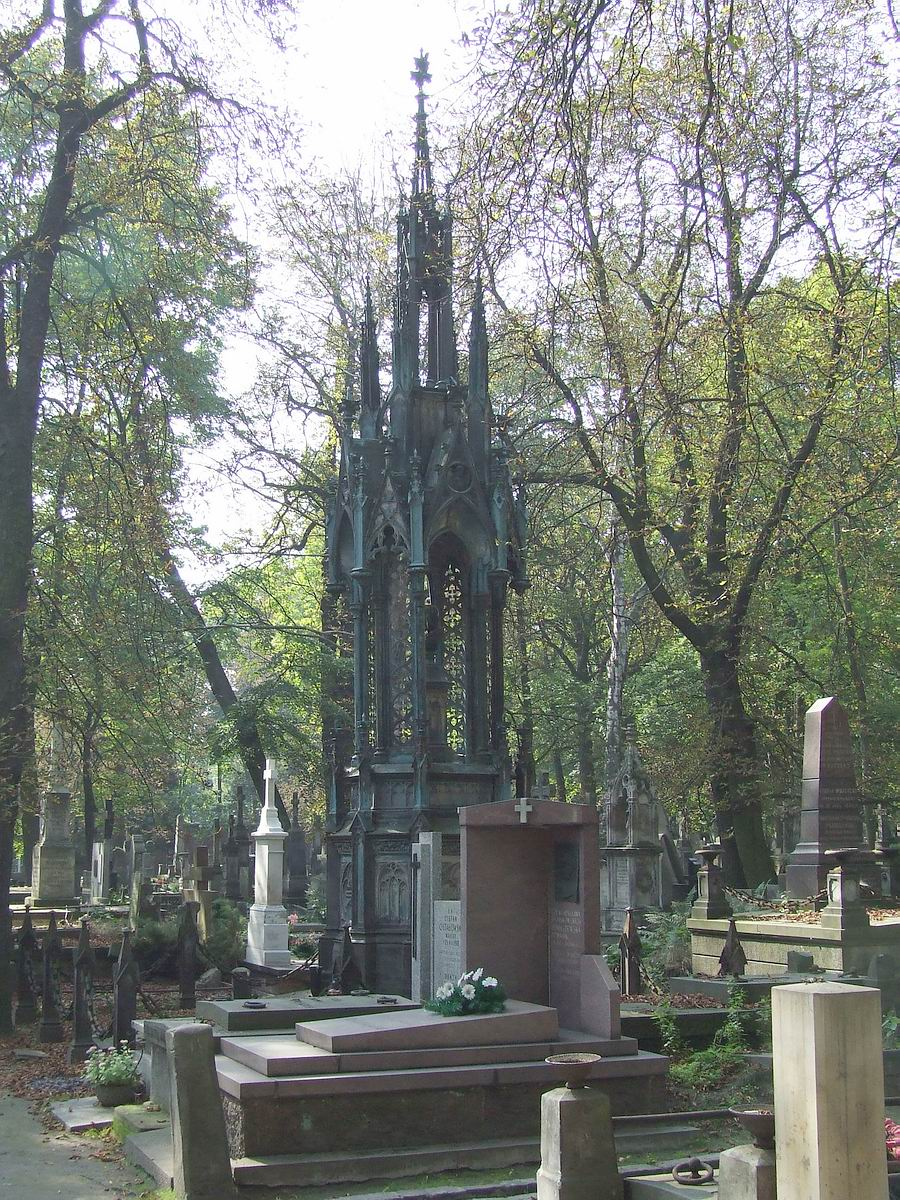
Grobowiec rodzinny Lilpopów na cmentarzu Powązkowskim w Warszawie

Wacław Lilpop (ur. 14 stycznia 1887, zm. 1 października 1949), polski lekarz urolog. W latach 1929–1933 był ordynatorem oddziału Szpitala Przemienienia Pańskiego w Warszawie. W 1941 przeniesiony wraz z oddziałem do Szpitala świętego Łazarza na Książęcej; w 1941 roku – na Leszno, do budynków Zakładu dla Starców gminy Starozakonnej. Jako pierwszy zastosował operacje wytwórcze połączenia miedniczkowo-moczowodowego oraz częściowe wycięcie nerki w kamicy. W 1949 roku został współzałożycielem i prezesem Polskiego Towarzystwa Urologicznego. Został pochowany w grobowcu rodzinnym na cmentarzu Powązkowskim w Warszawie (kwatera B-1/2-4).